# 帕列赫彩画

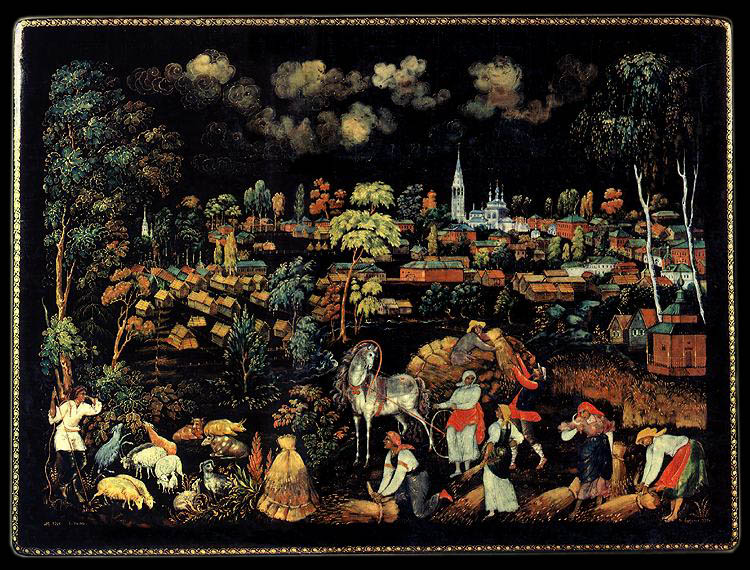
以帕列赫镇风光为主题的首饰盒，1934年，作者伊万·巴卡诺夫

帕列赫彩画（俄语：Па́лехская миниатю́ра）是俄罗斯的一种漆器手工艺，兴起于俄罗斯帝国弗拉基米尔省维亚兹尼基县帕列赫镇（今属于伊万诺沃州帕列赫区），系用蛋彩和清漆在混凝纸上绘制而成，常用于首饰盒、存钱罐、烟灰缸、领带别针、针盒等器物或直接用于绘画。

## 历史
早在彼得大帝时代之前，帕列赫就以圣像画闻名。帕列赫彩画受到了莫斯科、诺夫哥罗德、斯特罗加诺夫和雅罗斯拉夫尔画派的影响。帕列赫人还经常参与包括克里姆林宫多棱宫、谢尔盖圣三一修道院、新圣女修道院等在內的宗教建筑的修飾和修复。
1705年，十名帕列赫农奴通过地主向政府外事部门申请证件，带着数千幅圣像画去往瓦拉几亚和塞尔维亚进行贩卖。三年后，1708年，又有三名帕列赫货郎在奥斯曼帝国贩卖圣像画，但因为证件过期而被捕。此後帕列赫地主布尔图林手下的农奴不被允许进入土耳其境内。
十月革命后，东正教的地位大不如前，帕列赫的画家们被迫另寻出路。1918年，帕列赫成立了装饰画互助会，专门从事木器的装饰画创作。这一时期，画家伊万·戈利科夫和亚历山大·格拉祖诺夫開創了帕列赫彩畫独有的风格。在格拉祖诺夫位于莫斯科的作坊里，戈利科夫撰写了第一部有关帕列赫风的作品。帕列赫人从另一处以彩画闻名的城镇菲多克新诺了解到了一种新的材料——混凝纸。画家们掌握了这种新材料，将传统东正教圣像画的蛋彩画技术和象征性表现风格运用到了新材料上。1923年，手工业制品博物馆订制的一批帕列赫彩画荣获全俄农业与手工业展二等奖。
1924年12月5日，戈利科夫等七名帕列赫画家组建了“木装饰画互助会”，后来又有三人加入。次年，帕列赫彩画在巴黎国际装饰艺术及现代工艺博览会上展出。
1932年，帕列赫美术家联盟成立。1935年，木装饰画互助会改名为帕列赫画家协会。

1975年苏联帕列赫彩画主题邮票
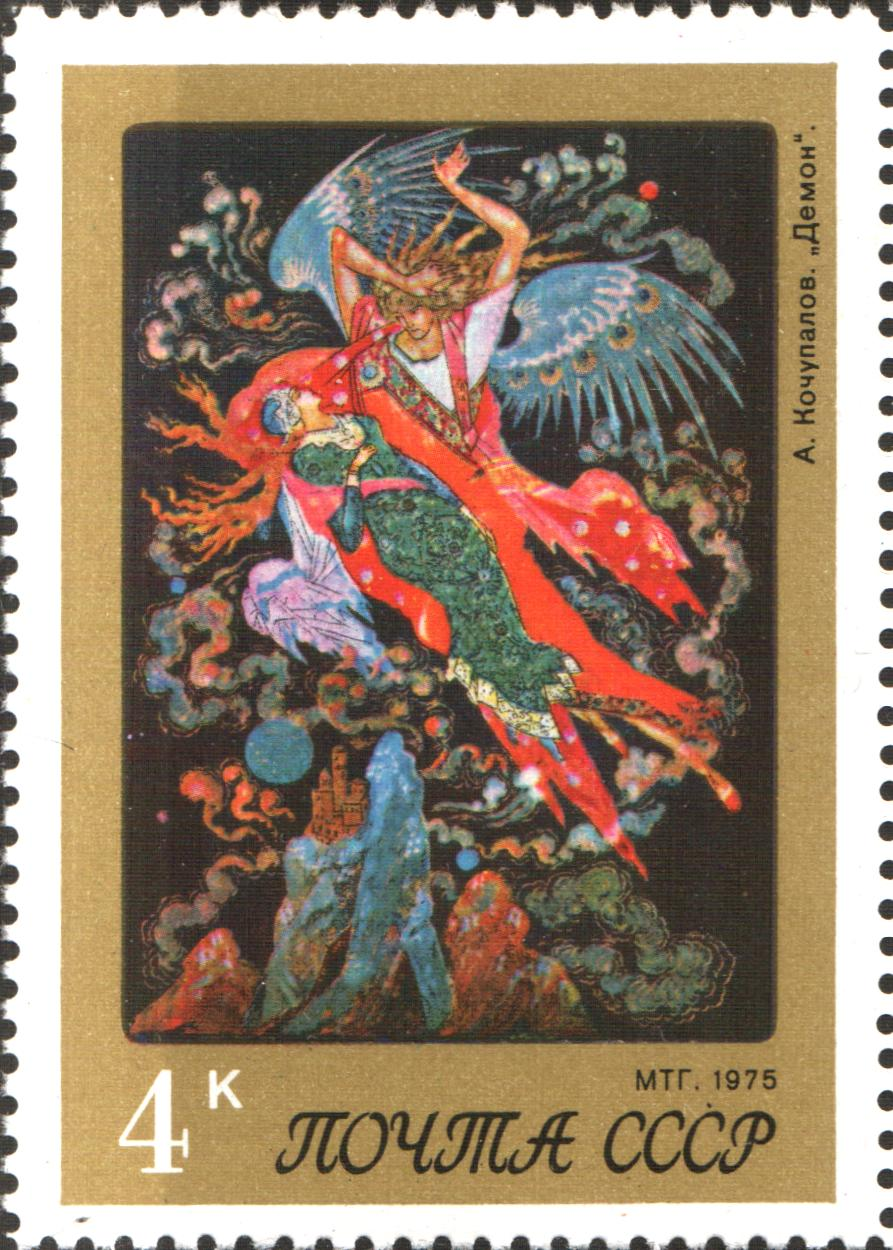
《恶魔》 作者阿列克谢·科丘帕洛夫，改编自米哈伊尔·莱蒙托夫同名诗歌
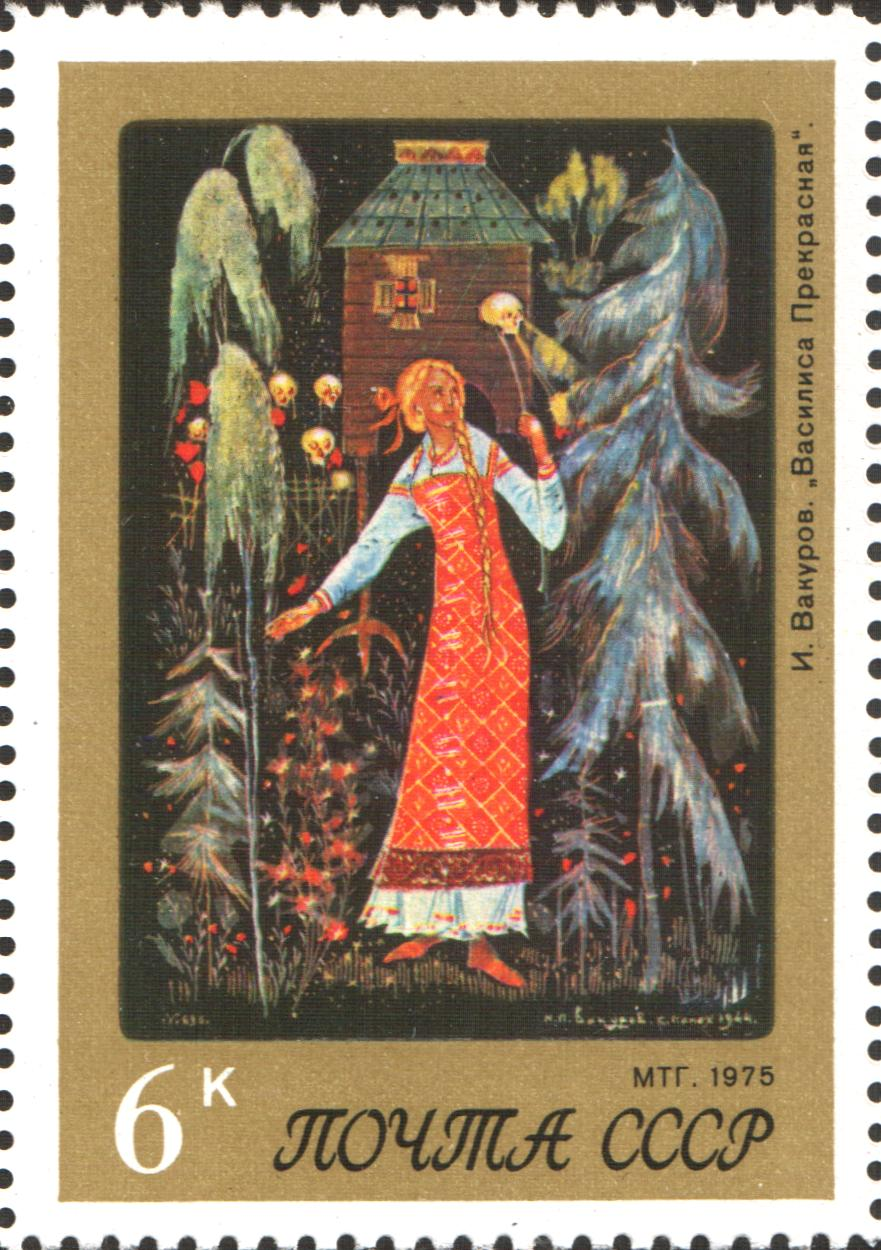
《美丽的瓦西丽莎》 作者伊万·瓦库洛夫，改编自民间故事
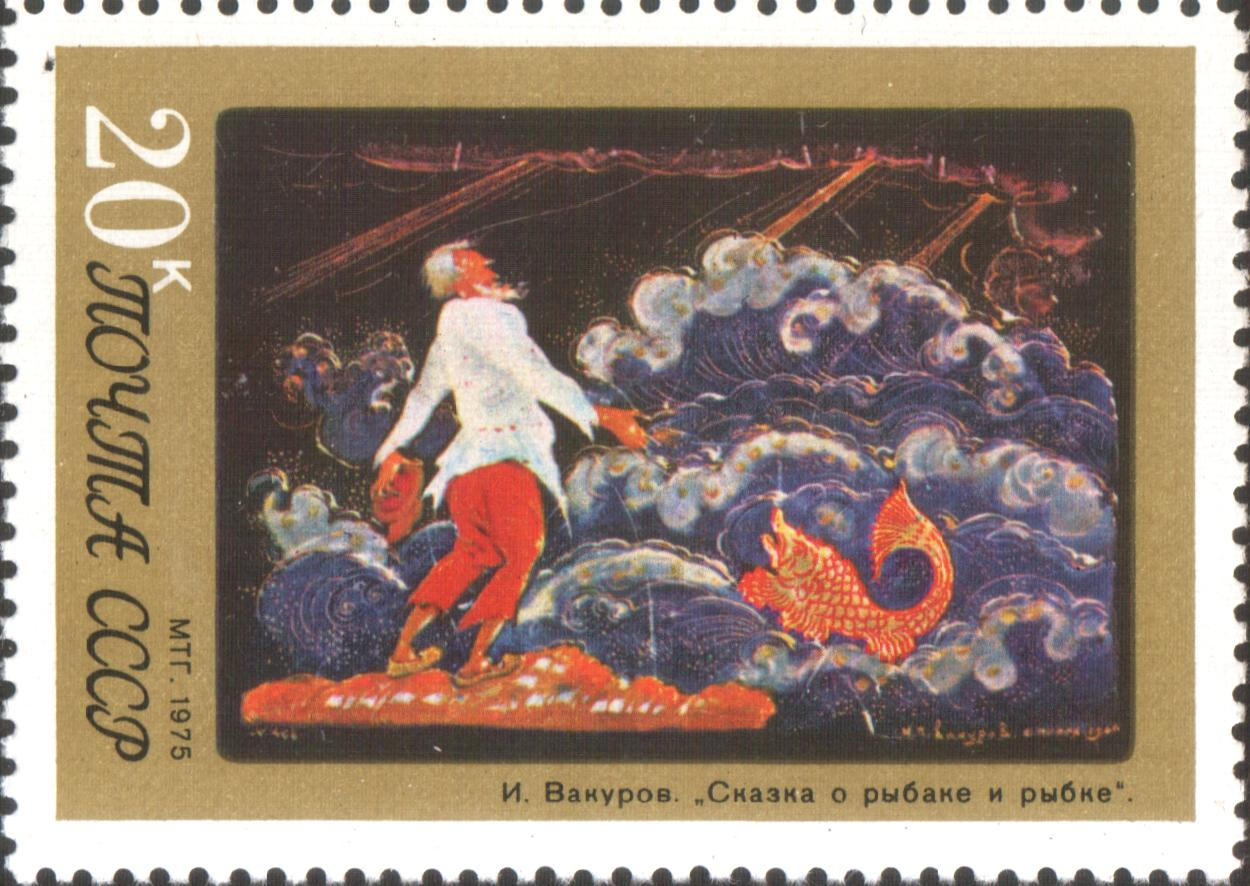
《渔夫和金鱼的故事》 作者伊万·瓦库洛夫，改编自亚历山大·普希金同名诗歌
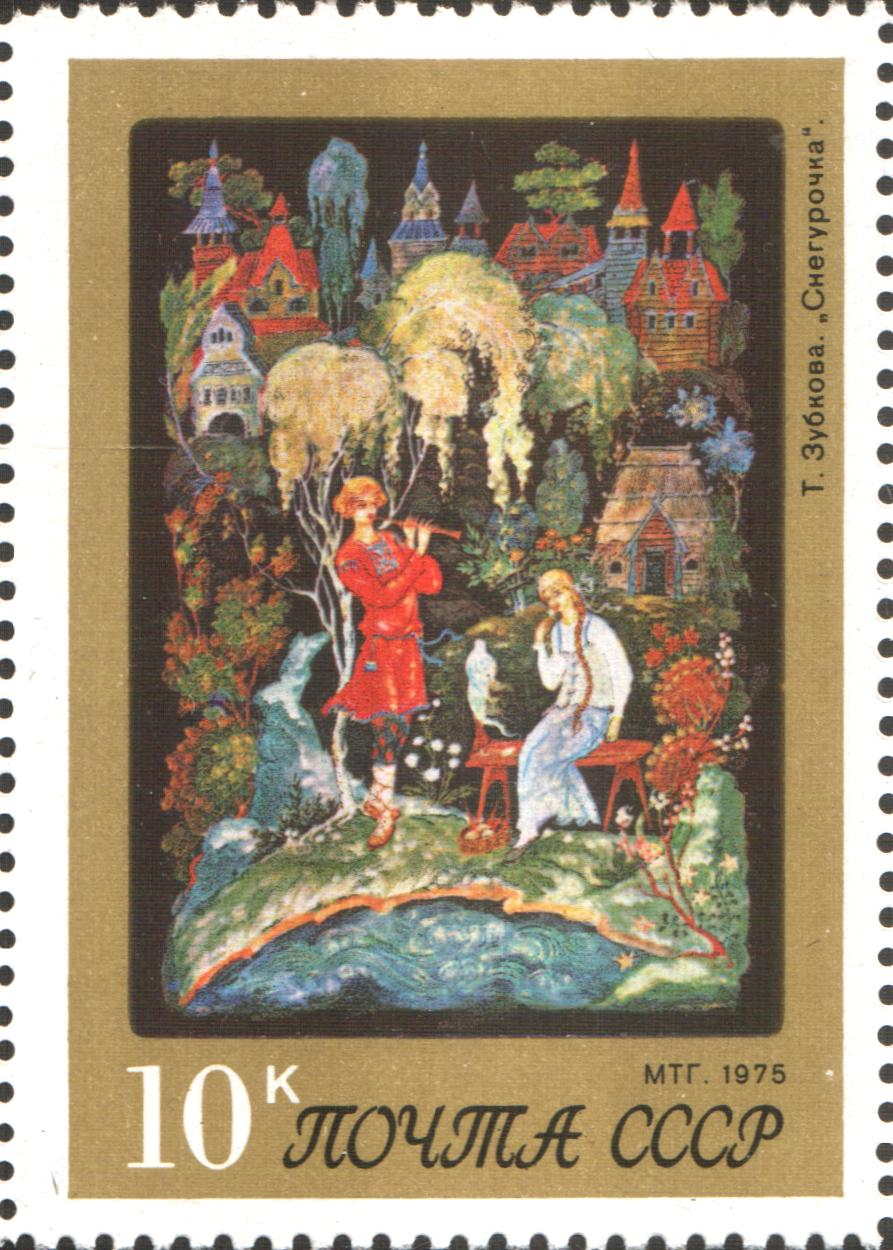
《雪姑娘》 作者祖布科夫，改编自民间故事
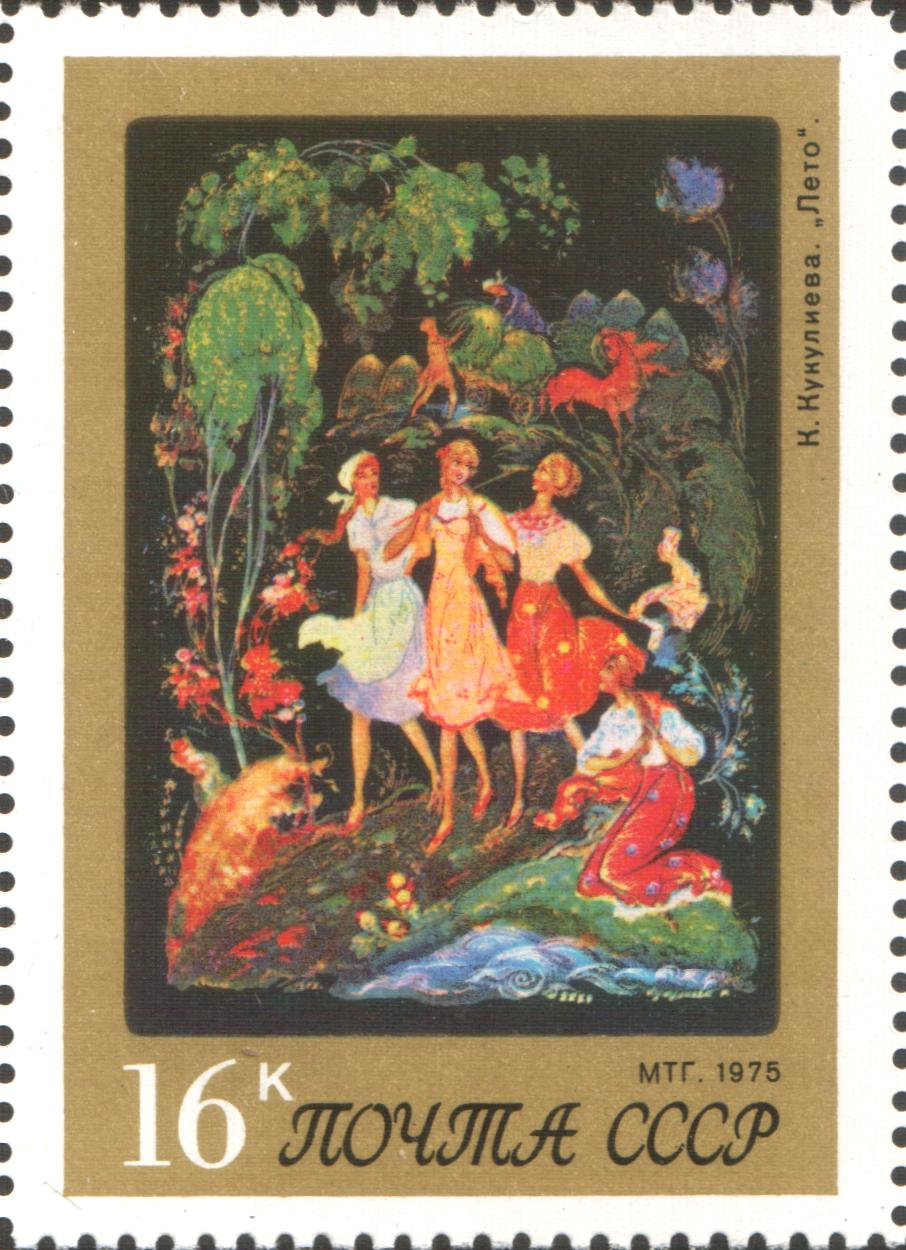
《夏天》 作者库库里耶娃

1976年苏联帕列赫彩画主题邮票
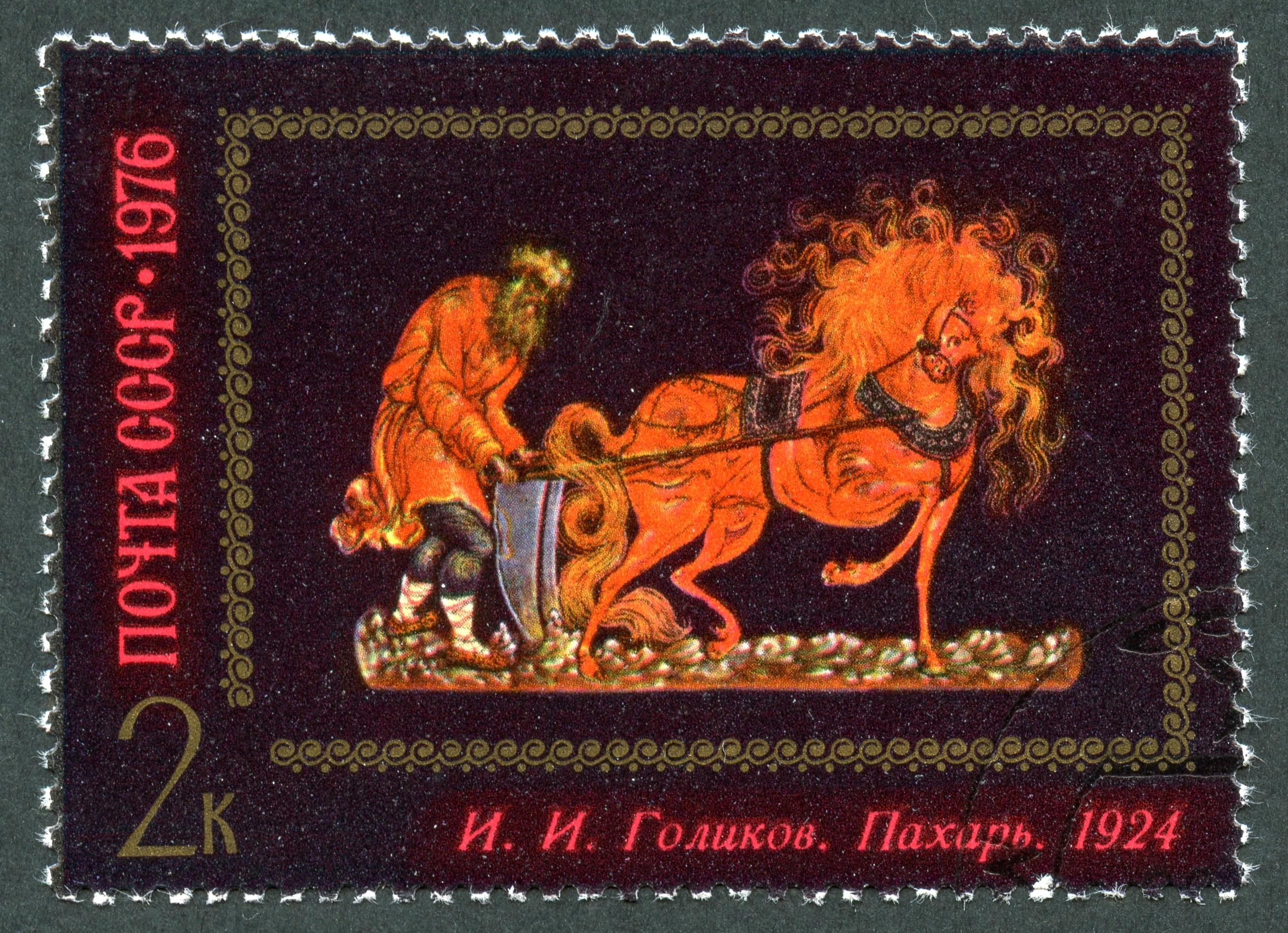
《庄稼汉》 作者伊万·戈利科夫
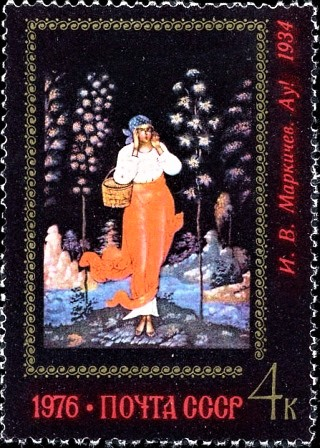
《啊呜！》 作者伊万·马尔齐耶夫
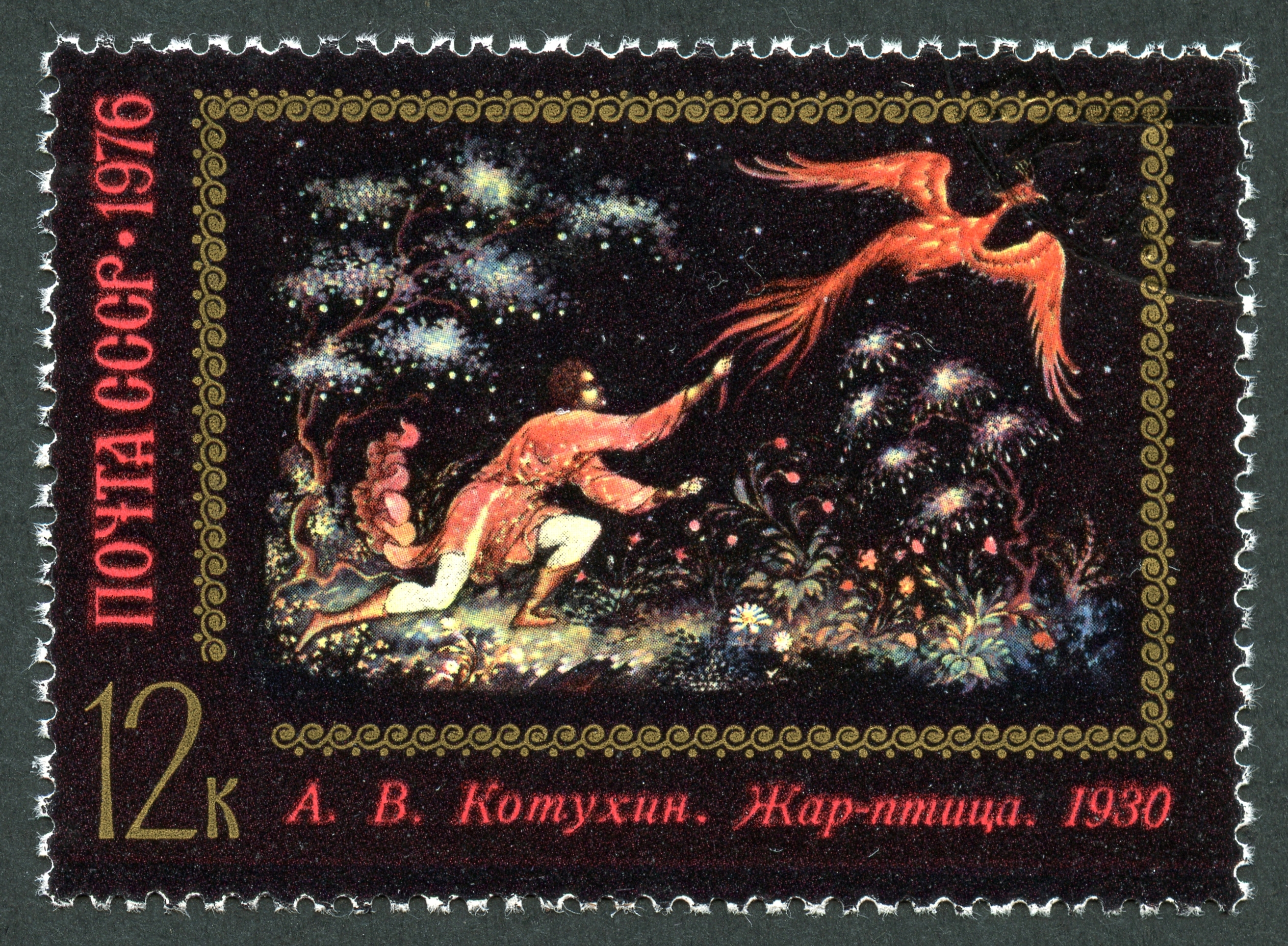
《火鸟》 作者亚历山大·科图辛，改编自民间故事
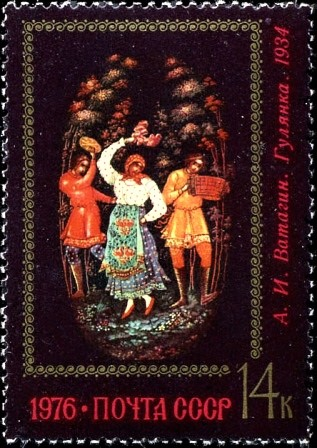
《酒宴》 作者瓦塔金
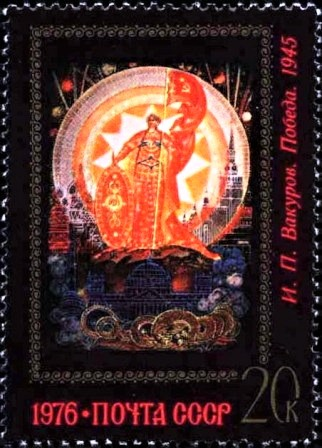
《胜利》 作者伊万·瓦库洛夫

## 传承
1928年，帕列赫开设了传统绘画职业学校，学制四年。1935年，学校改制为中等职业学校。1936年，学校由全联盟艺术实务委员会管理并改制为中等专科学校，即帕列赫美术学校，学制延长至五年。2000年代，学制重新缩短至四年。

## 特点
帕列赫彩画主要取材于日常生活和俄罗斯文学作品（名著、民间故事、壮士歌、民歌等）。创作方法是在黑色背景上用蛋彩创作，再用金粉装饰。

## 图集

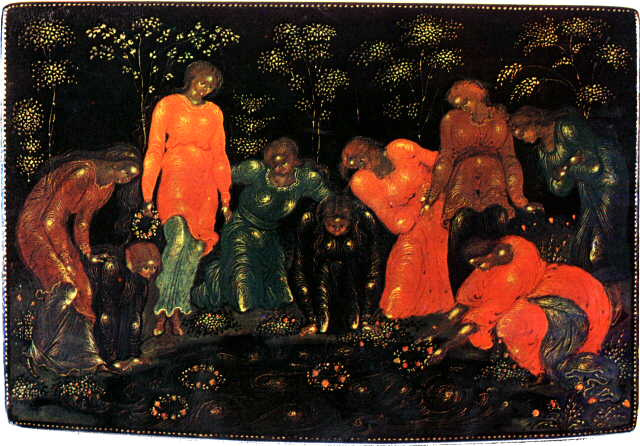
伊万·戈利科夫，《花冠占卜》，1920年代
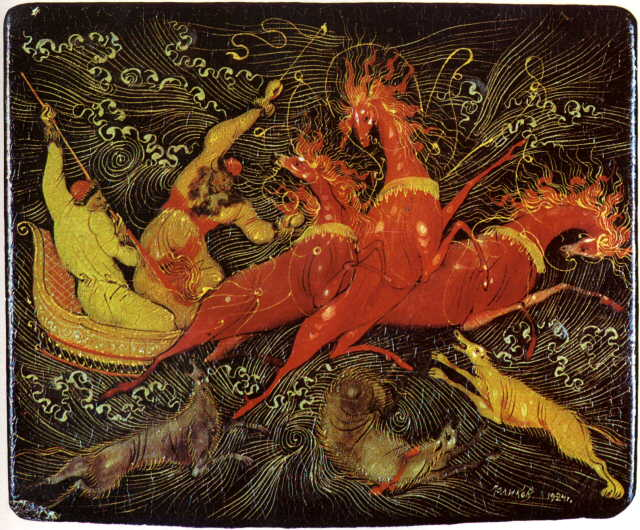
伊万·戈利科夫，《三驾马车与狼》，烟盒彩画，1924年
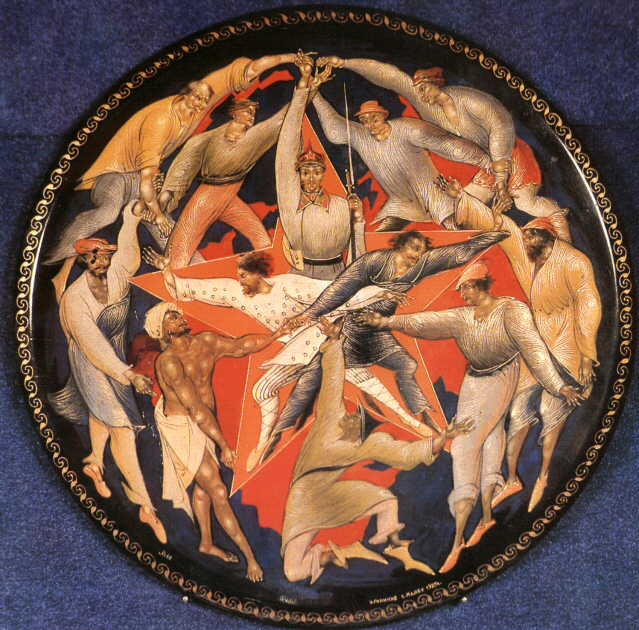
伊万·戈利科夫，《第三国际》，1927年
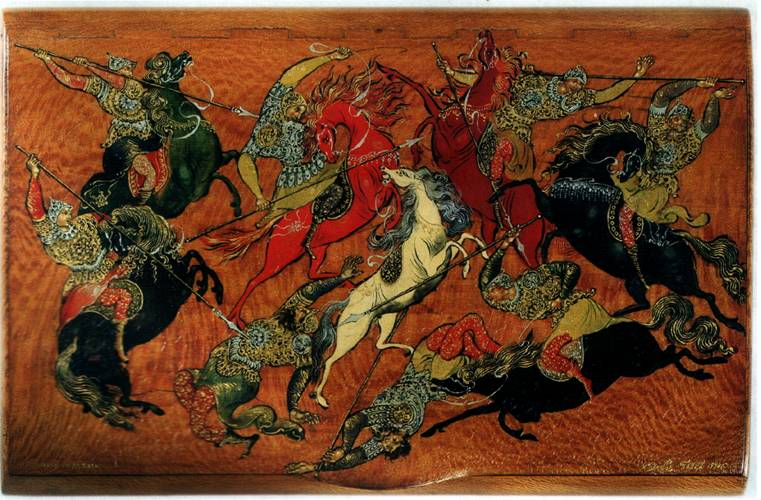
伊万·戈利科夫，《屠杀》，1930年
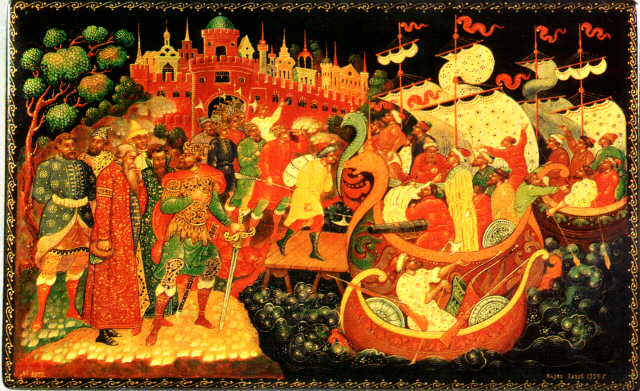
哈佐夫，《叶尔马克征服西伯利亚》，首饰盒彩画，1935年